# Giannīs Amanatidīs
Giannīs Amanatidīs (IPA: [ˈʝanis amanaˈtiðis]), traslitterato anche come Ioannis Amanatidis (in greco: Ιωάννης Αμανατίδης; Kozani, 3 dicembre 1981) è un allenatore di calcio ed ex calciatore greco, di ruolo attaccante.

## Carriera

### Club
Amanatidīs è nato a Kozani, in Grecia, e aveva nove anni emigrato con i suoi genitori dal suo paese natale per stabilirsi a Stoccarda.
Inizia la sua carriera calcistica proprio a Stoccarda, nel 1991 quando entra nelle giovanili dello Stoccarda SC. Nel 1995 si trasferisce allo Stoccarda e milita nelle giovanili del club fino al 1999.
Con lo Stoccarda Amanatidīs inizia la sua carriera da professionista, tuttavia a causa del poco spazio si ritrova spesso a giocare con la seconda squadra, così nella stagione 2001-2002 viene ceduto in prestito al Greuther Fürth dove disputa una buona stagione con 12 reti in 42 presenze.
Tornato a Stoccarda Amanatidīs non riesce a conquistarsi la titolarità, gioca solo 13 partite con una rete segnata e finisce ancora nella seconda squadra, così nel gennaio 2004 viene di nuovo ceduto in prestito, stavolta all'Eintracht Francoforte, dove disputa un buono spezzone, ma con i suoi 6 gol non riesce ad evitare la retrocessione.
Nella stagione 2004-2005 si trasferisce al Kaiserslautern, con il quale segna 6 reti in 23 partite.
Nel luglio 2005 fa il suo ritorno all'Eintracht Francoforte, disputando un'ottima stagione con 12 reti segnate. Nella stagione successiva, anche grazie ai suoi gol, L'Eintracht raggiunge le semifinali in Coppa di Germania.
Nel 2007 diventa il capitano dell'Eintracht al posto di Jermaine Jones, trasferitosi allo Schalke 04.
Con l'arrivo del nuovo allenatore Michael Skibbe, nel 2009 inizia un periodo problematico per Amanatidīs: prima perde la fascia di capitano e poi anche il posto in campo da titolare. La contesa fra i due si inasprisce e Amanatidīs viene messo fuori squadra all'inizio del febbraio 2011. La situazione tuttavia migliora e Amanatidīs viene reintegrato, tanto che il 17 è convocato per la partita contro il Norimberga. A fine stagione rimane svincolato.

### Nazionale
Con la nazionale Under-21 greca prende parte agli Europei Under-21 nel 2002.
Amanatidīs fa il suo debutto con la nazionale greca il 20 novembre 2002 in una partita contro l'Irlanda.
Nel 2005 è convocato per la Confederations Cup, nella quale la Grecia è eliminata nella fase a gironi. Il 17 ottobre 2007 segna il suo primo gol in nazionale nella partita vinta per 1-0 contro la Turchia.
Viene convocato per gli Europei del 2008, nei quali la Grecia viene eliminata nella fase a gironi. Il 9 agosto 2010 annuncia il suo ritiro dalla nazionale dopo 35 partite, per dedicarsi solo all'Eintracht Francoforte.

## Statistiche

### Cronologia presenze e reti in nazionale
| Cronologia completa delle presenze e delle reti in nazionale ― Grecia | Cronologia completa delle presenze e delle reti in nazionale ― Grecia | Cronologia completa delle presenze e delle reti in nazionale ― Grecia | Cronologia completa delle presenze e delle reti in nazionale ― Grecia | Cronologia completa delle presenze e delle reti in nazionale ― Grecia | Cronologia completa delle presenze e delle reti in nazionale ― Grecia | Cronologia completa delle presenze e delle reti in nazionale ― Grecia | Cronologia completa delle presenze e delle reti in nazionale ― Grecia |
| Data                                                                  | Città                                                                 | In casa                                                               | Risultato                                                             | Ospiti                                                                | Competizione                                                          | Reti                                                                  | Note                                                                  |
| --------------------------------------------------------------------- | --------------------------------------------------------------------- | --------------------------------------------------------------------- | --------------------------------------------------------------------- | --------------------------------------------------------------------- | --------------------------------------------------------------------- | --------------------------------------------------------------------- | --------------------------------------------------------------------- |
| 20-11-2002                                                            | Atene                                                                 | Grecia                                                                | 0 – 0                                                                 | Irlanda                                                               | Amichevole                                                            | -                                                                     | 46’                                                                   |
| 26-3-2003                                                             | Graz                                                                  | Austria                                                               | 2 – 2                                                                 | Grecia                                                                | Amichevole                                                            | -                                                                     | 68’                                                                   |
| 18-2-2004                                                             | Atene                                                                 | Grecia                                                                | 2 – 0                                                                 | Bulgaria                                                              | Amichevole                                                            | -                                                                     | 46’                                                                   |
| 9-2-2005                                                              | Salonicco                                                             | Grecia                                                                | 2 – 1                                                                 | Danimarca                                                             | Qual. Mondiali 2006                                                   | -                                                                     | 83’                                                                   |
| 30-3-2005                                                             | Il Pireo                                                              | Grecia                                                                | 2 – 0                                                                 | Albania                                                               | Qual. Mondiali 2006                                                   | -                                                                     | 88’                                                                   |
| 16-6-2005                                                             | Lipsia                                                                | Brasile                                                               | 3 – 0                                                                 | Grecia                                                                | Conf. Cup 2005 - 1º turno                                             | -                                                                     | 73’                                                                   |
| 22-6-2005                                                             | Francoforte sul Meno                                                  | Grecia                                                                | 0 – 0                                                                 | Messico                                                               | Conf. Cup 2005 - 1º turno                                             | -                                                                     | 8’ 46’                                                                |
| 1-3-2006                                                              | Nicosia                                                               | Grecia                                                                | 2 – 0                                                                 | Kazakistan                                                            | Amichevole                                                            | -                                                                     | 46’                                                                   |
| 25-5-2006                                                             | Melbourne                                                             | Australia                                                             | 1 – 0                                                                 | Grecia                                                                | Amichevole                                                            | -                                                                     | 79’                                                                   |
| 16-8-2006                                                             | Manchester                                                            | Inghilterra                                                           | 4 – 0                                                                 | Grecia                                                                | Amichevole                                                            | -                                                                     | 46’                                                                   |
| 2-9-2006                                                              | Chișinău                                                              | Moldavia                                                              | 0 – 1                                                                 | Grecia                                                                | Qual. Euro 2008                                                       | -                                                                     |                                                                       |
| 7-10-2006                                                             | Il Pireo                                                              | Grecia                                                                | 1 – 0                                                                 | Norvegia                                                              | Qual. Euro 2008                                                       | -                                                                     | 71’                                                                   |
| 11-10-2006                                                            | Zenica                                                                | Bosnia ed Erzegovina                                                  | 0 – 4                                                                 | Grecia                                                                | Qual. Euro 2008                                                       | -                                                                     | 89’                                                                   |
| 15-11-2006                                                            | Saint-Denis                                                           | Francia                                                               | 1 – 0                                                                 | Grecia                                                                | Amichevole                                                            | -                                                                     | 46’                                                                   |
| 6-2-2007                                                              | Londra                                                                | Grecia                                                                | 0 – 1                                                                 | Corea del Sud                                                         | Amichevole                                                            | -                                                                     | 46’                                                                   |
| 24-3-2007                                                             | Il Pireo                                                              | Grecia                                                                | 1 – 4                                                                 | Turchia                                                               | Qual. Euro 2008                                                       | -                                                                     | 72’                                                                   |
| 2-6-2007                                                              | Candia                                                                | Grecia                                                                | 2 – 0                                                                 | Ungheria                                                              | Qual. Euro 2008                                                       | -                                                                     | 88’                                                                   |
| 6-6-2007                                                              | Candia                                                                | Grecia                                                                | 2 – 1                                                                 | Moldavia                                                              | Qual. Euro 2008                                                       | -                                                                     | 72’                                                                   |
| 13-10-2007                                                            | Atene                                                                 | Grecia                                                                | 3 – 2                                                                 | Bosnia ed Erzegovina                                                  | Qual. Euro 2008                                                       | -                                                                     | 71’                                                                   |
| 17-10-2007                                                            | Istanbul                                                              | Turchia                                                               | 0 – 1                                                                 | Grecia                                                                | Qual. Euro 2008                                                       | 1                                                                     |                                                                       |
| 17-11-2007                                                            | Atene                                                                 | Grecia                                                                | 5 – 0                                                                 | Malta                                                                 | Qual. Euro 2008                                                       | 1                                                                     |                                                                       |
| 21-11-2007                                                            | Budapest                                                              | Ungheria                                                              | 1 – 2                                                                 | Grecia                                                                | Qual. Euro 2008                                                       | -                                                                     | 82’                                                                   |
| 6-2-2008                                                              | Nicosia                                                               | Finlandia                                                             | 1 – 2                                                                 | Grecia                                                                | Amichevole                                                            | -                                                                     | 46’                                                                   |
| 26-3-2008                                                             | Düsseldorf                                                            | Grecia                                                                | 2 – 1                                                                 | Portogallo                                                            | Amichevole                                                            | -                                                                     | 46’                                                                   |
| 24-5-2008                                                             | Budapest                                                              | Ungheria                                                              | 3 – 2                                                                 | Grecia                                                                | Amichevole                                                            | 1                                                                     | 46’                                                                   |
| 1-6-2008                                                              | Offenbach am Main                                                     | Grecia                                                                | 0 – 0                                                                 | Armenia                                                               | Amichevole                                                            | -                                                                     | 46’                                                                   |
| 10-6-2008                                                             | Salisburgo                                                            | Grecia                                                                | 0 – 2                                                                 | Svezia                                                                | Euro 2008 - 1º turno                                                  | -                                                                     | 70’                                                                   |
| 14-6-2008                                                             | Salisburgo                                                            | Grecia                                                                | 0 – 1                                                                 | Russia                                                                | Euro 2008 - 1º turno                                                  | -                                                                     | 80’                                                                   |
| 18-6-2008                                                             | Salisburgo                                                            | Grecia                                                                | 1 – 2                                                                 | Spagna                                                                | Euro 2008 - 1º turno                                                  | -                                                                     |                                                                       |
| 20-8-2008                                                             | Bratislava                                                            | Slovacchia                                                            | 0 – 2                                                                 | Grecia                                                                | Amichevole                                                            | -                                                                     | 46’                                                                   |
| 11-10-2008                                                            | Atene                                                                 | Grecia                                                                | 3 – 0                                                                 | Moldavia                                                              | Qual. Mondiali 2010                                                   | -                                                                     | 70’                                                                   |
| 12-8-2009                                                             | Bydgoszcz                                                             | Polonia                                                               | 2 – 0                                                                 | Grecia                                                                | Amichevole                                                            | -                                                                     | 46’                                                                   |
| 5-9-2009                                                              | Basilea                                                               | Svizzera                                                              | 2 – 0                                                                 | Grecia                                                                | Qual. Mondiali 2010                                                   | -                                                                     | 81’                                                                   |
| 9-9-2009                                                              | Chișinău                                                              | Moldavia                                                              | 1 – 1                                                                 | Grecia                                                                | Qual. Mondiali 2010                                                   | -                                                                     | 75’                                                                   |
| 10-10-2009                                                            | Atene                                                                 | Grecia                                                                | 5 – 2                                                                 | Lettonia                                                              | Qual. Mondiali 2010                                                   | -                                                                     | 46’                                                                   |
| Totale                                                                |                                                                       | Presenze                                                              | 35                                                                    |                                                                       | Reti                                                                  | 3                                                                     |                                                                       |

## Palmarès

### Club

#### Competizioni internazionali
- Coppa Intertoto UEFA: 2

Stoccarda: 2000, 2002